# Slingerland

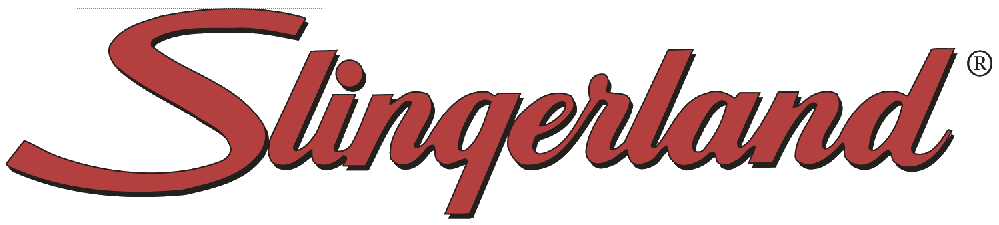
Logo van Slingerland

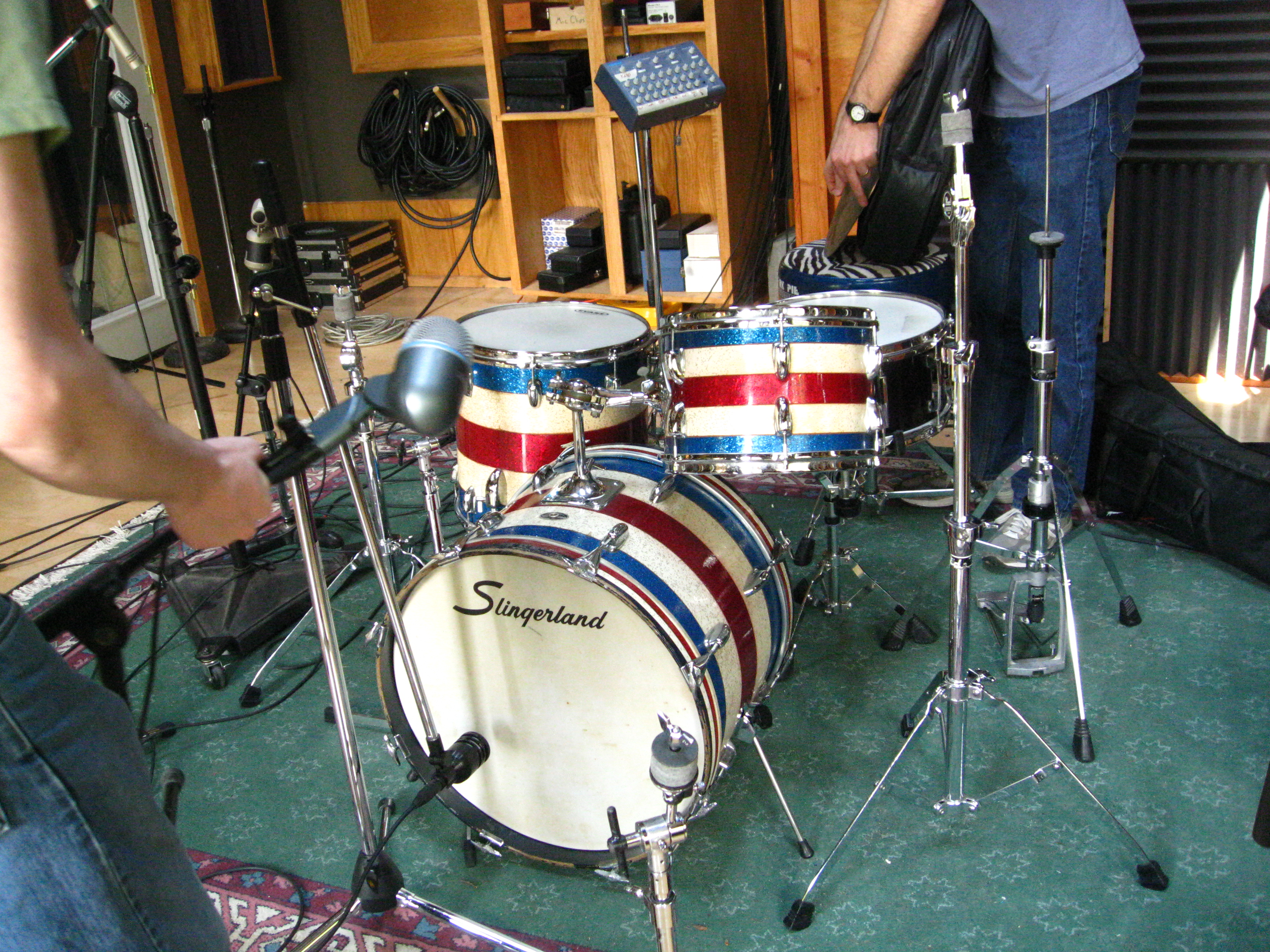
Een drumstel van Slingerland

Slingerland Drum Company was een Amerikaans fabrikant van slagwerkinstrumenten die werd opgericht in 1913.

## Geschiedenis
Henry Slingerland richtte een jaar eerder in 1912 de Slingerland Banjo Company op. Hij had een muziekwinkel in Chicago en ging in latere jaren ook muziekinstrumenten fabriceren, waaronder banjos, ukeleles, mandolines, gitaren, elektrische gitaren en snarentrommels.
Het merk Slingerland is nauw verbonden met jazzdrummers, zoals Gene Krupa en Buddy Rich. Ook andere drummers zoals Danny Seraphine, Nigel Olsson en Jean-Paul Gaster waren verbonden met het merk.
Slingerland bleef tot 1970 een familiebedrijf, waarna het door afnemende vraag en financiële moeilijkheden moest stoppen. Het veranderde meerdere keren van eigenaar in de jaren 80 en kwam uiteindelijk in handen van Gretsch (vanaf 1994 onderdeel van Gibson).
In 2018 werd de resterende magazijnvoorraad opgekocht en geliquideerd.

## Producten
Bekende drumlijnen van Slingerland waren de Radio King-serie en de Rolling Bomber-serie.
Het merk fabriceerde ook trommels voor showbands.